# Emily Huntington Miller
Emily Huntington Miller (ur. 22 października 1833, Brooklyn w stanie Connecticut, zm. 2 listopada 1913, Northfield, Minnesota) – amerykańska pisarka, dziennikarka i poetka, znana jako autorka hymnów religijnych i tekstów dla dzieci.

## Życiorys
Emily Huntington Miller przyszła na świat jako córka wielebnego Thomasa Huntingtona, pastora metodystycznego, co w bardzo dużym stopniu określiło charakter jej twórczości. W 1857 roku została absolwentką Oberlin College w Ohio. W 1860 roku poślubiła Johna E. Millera. Miała z nim syna George’a A. Millera. Redagowała czasopismo dla dzieci The Little Corporal (Mały Kapral), wydawane jako miesięcznik od lipca 1865 do czerwca 1875.

## Twórczość
Emily Huntington Miller została zapamiętana przede wszystkim jako autorka hymnów religijnych. Napisała między innymi utwory:
- Enter Thy temple, glorious King (Wejdź do swojej świątyni, pełny chwały Królu)
- I love to hear the story (Uwielbiam słuchać tej historii)
- Beyond the dark river of death (Za ciemną rzeką śmierci)
- Blessed are the children (Błogosławione są dzieci)
- Father, while the shadows fall (Ojcze, gdy opadną cienie).
- Hark, the chorus swelling (Słuchajcie chóru wspaniałego)
- I love the name of Jesus (Kocham imię Jezusa)
- Jesus bids us shine (Jezus daje nam błyszczeć)
- Stay, trembling soul, and do not fear (Stań, drżąca duszo, i nie lękaj się)
- Work and never weary, though thy strength be small (Pracuj i się nie zniechęcaj, choć są małe twoje siły)
- O, Land of the Blessed! (O, Kraju błogosławionych)
- Oh, Realm of Light (O, królestwo światła)[5]
- Tell the blessèd tidings (Powiedz błogosławione wieści)[6]